# Kazimierz Ostaszewski z Zarszyna

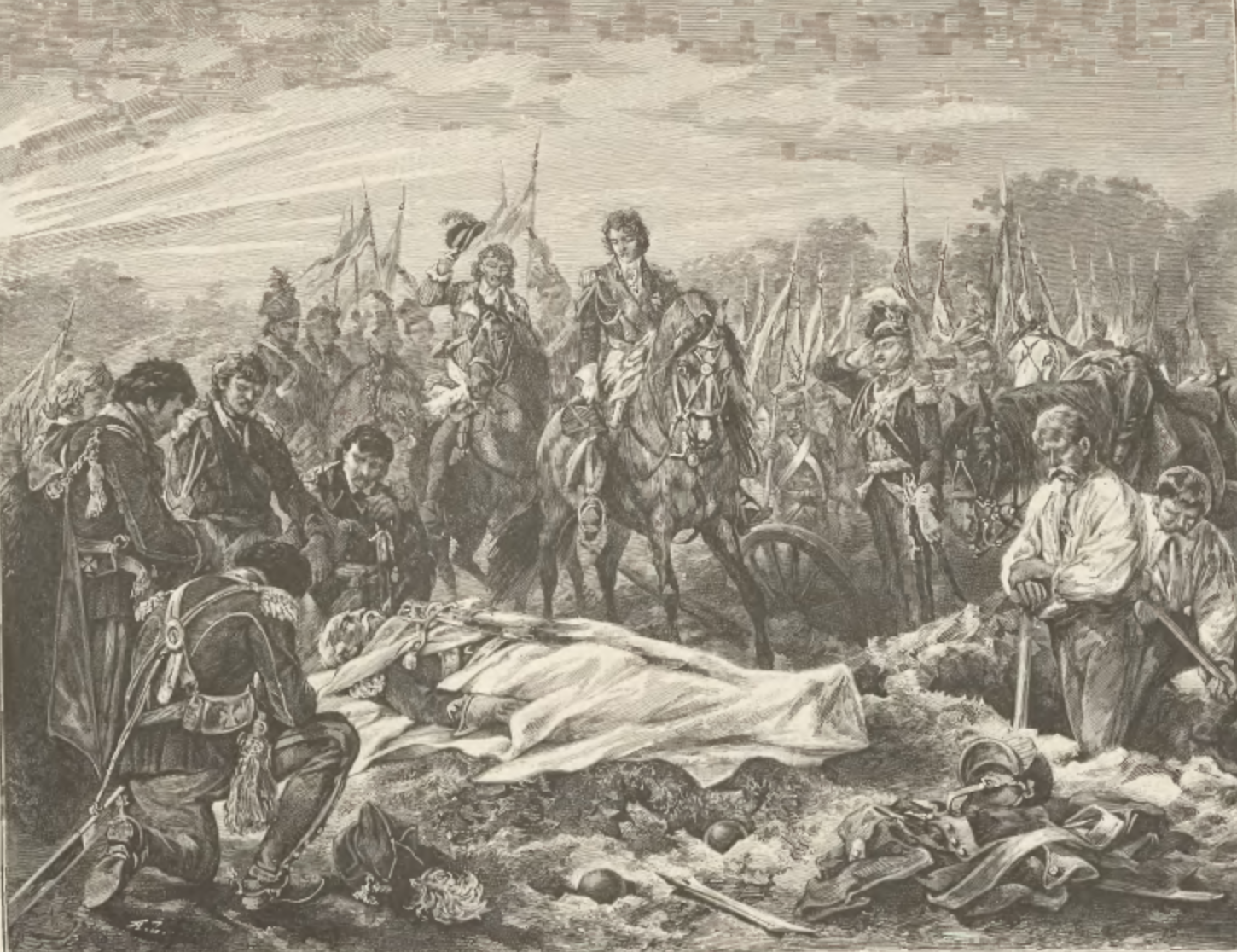
Juliusz Kossak, Śmierć Mohorta

Kazimierz Ostaszewski herbu Ostoja (ur. 1756, zm. 3 września 1845 w Zarszynie) – chorąży Kawalerii Narodowej, właściciel dóbr Zarszyn, Posada Zarszyńska i Długie w ziemi sanockiej.

## Życiorys

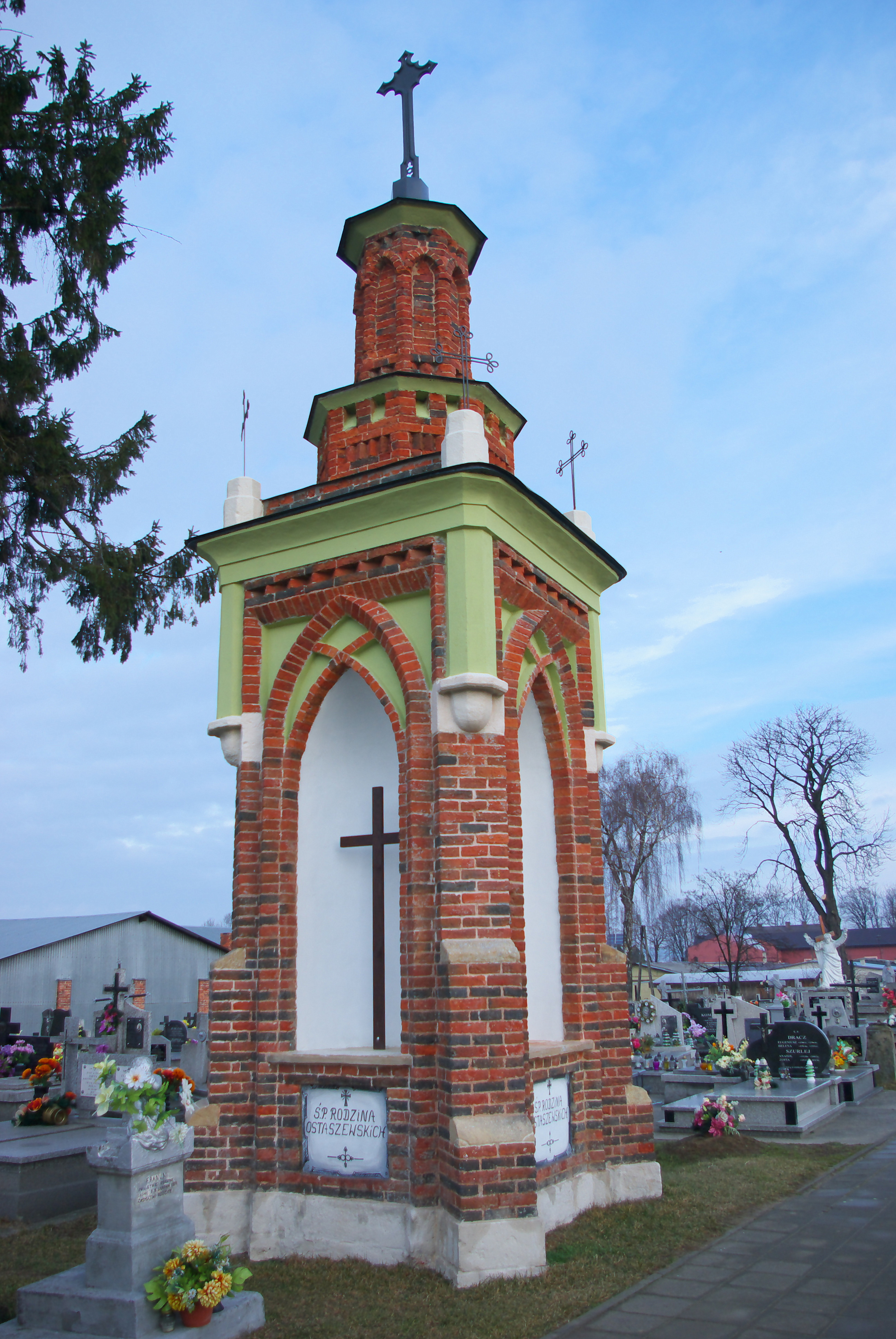
Kaplica grobowa Ostaszewskich w Zarszynie

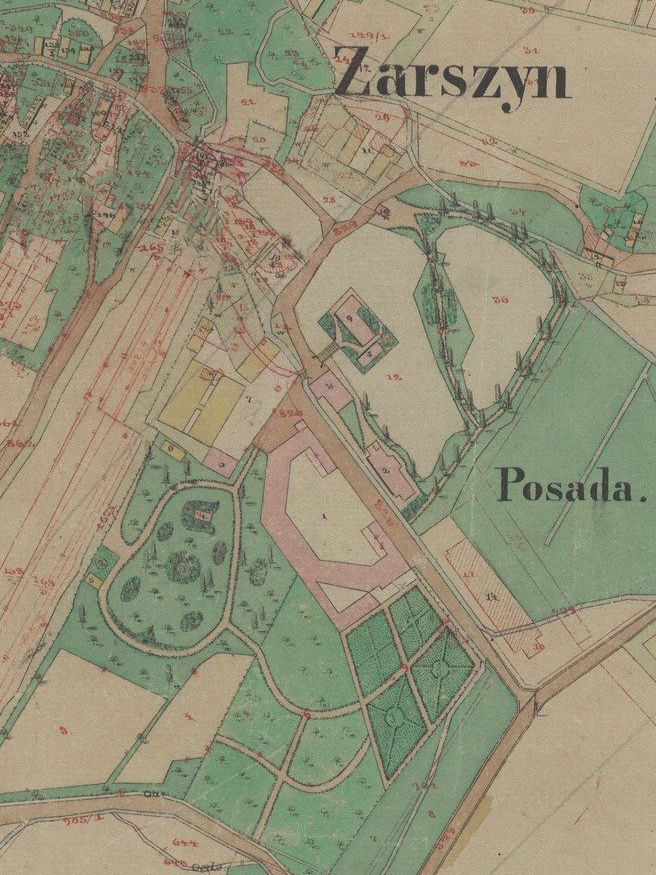
Dworek na wyspie na mapie z 1851 r.

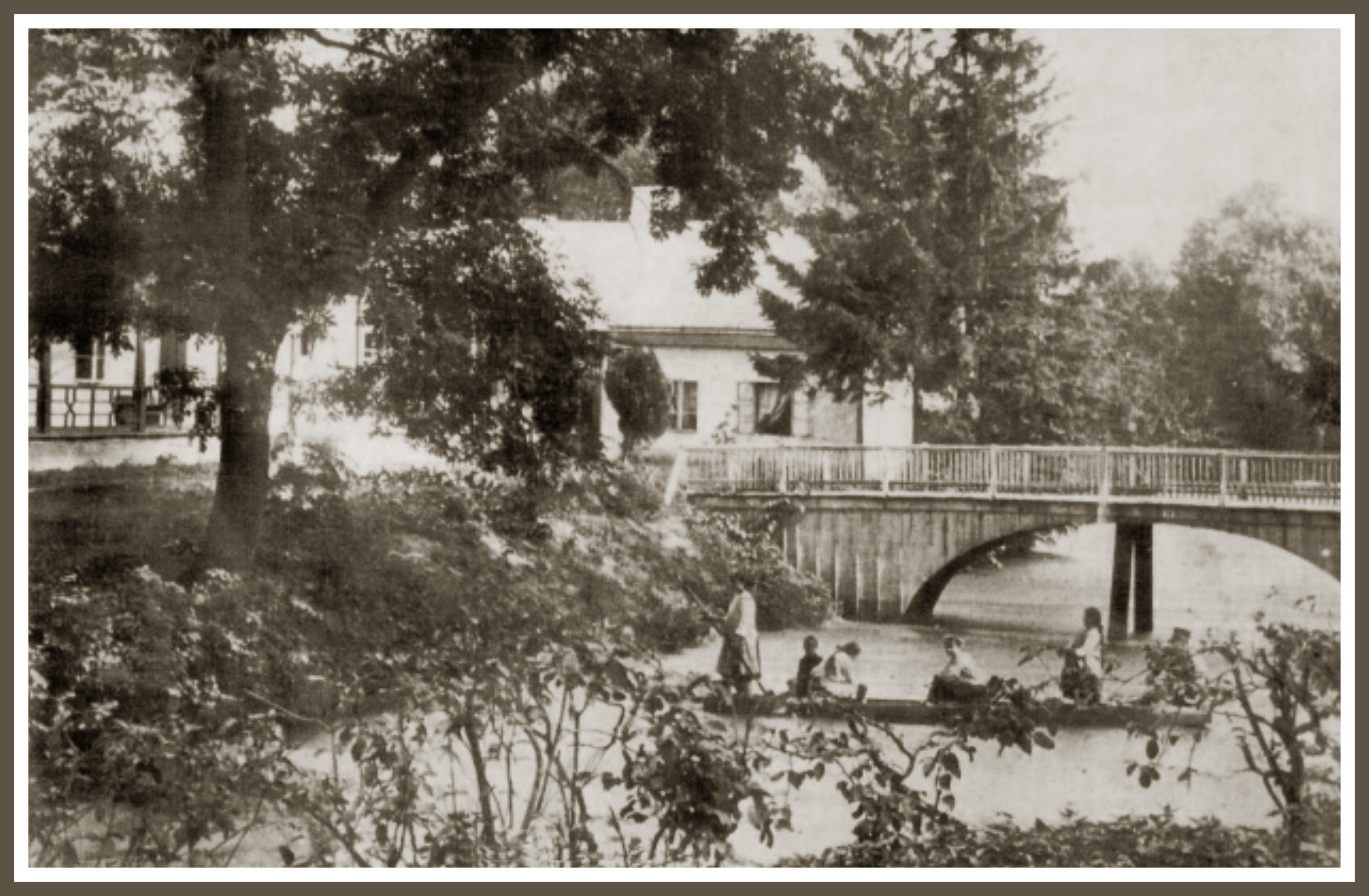
Dworek na wyspie w Posadzie Zarszyńskiej

Był synem Michała i Marii z Krynickich, zaś bratem Sebastiana (1755-1826) i Józefa (1765-1854) Ostaszewskich.
W młodości służył przez szereg lat w chorągwi starosty nowogródzkiego Tadeusza Czackiego, wchodzącej w skład Drugiej Brygady Kawalerii Narodowej. Odszedł ze służby wojskowej w stopniu chorążego w listopadzie 1791 roku.
Jest cytowany w wielu pamiętnikach z epoki, m.in. we wspomnieniach takich XIX-wiecznych pamiętnikarzy z Galicji, jak Jędrzej Rogoyski, Ludwik Jabłonowski, Juliusz Czermiński i Mieczysław Weryha Darowski. Poeta Wincenty Pol zaczerpnął z jego gawęd wątki do poematu historycznego "Mohort", opowieści o kresowym rycerzu, obrońcy ojczyzny i wiary. Według Jędrzeja Rogoyskiego (1815–1862), „Stary Ostaszewski był to żołnierz dawny za Stanisława Augusta z kawalerii narodowej, który stał długo na Ukrainie i pomimo swego wieku 90 lat miał nadzwyczaj dobrą pamięć i lubił dużo opowiadać. Znakomity polski poeta, Wincenty Pol, który często u niego bywał, skorzystał z tych opowiadań i przy swojej bujnej fantazji utworzył poemat 'Mohort'”. Podobnie zapamiętał go Ludwik Jabłonowski (1810–1887), który zanotował w swoim pamiętniku: "Bywał także u moich rodziców rotmistrz Ostaszewski, ten sam, o którym Pol w ostatniej potyczce Mohorta wspomina. Na jego ręku widziałem pierwszy raz tak zwany „pierścień księcia Józefa"; miał być kuty z podków karej klaczy, na której zginął; na srebrnym podbiciu był napis: „Bóg mi powierzył honor Polaków. Jemu go w ręce oddaję.”
W 1810 r. odsprzedał swemu przyrodniemu bratu, Józefowi Ostaszewskiemu, dobra w Klimkówce i zakupił, w tym samym roku, od Stanisława Siemieńskiego dobra Zarszyn, Posada Zarszyńska i Długie w ziemi sanockiej.
Jego dwór w Posadzie Zarszyńskiej położony był na wyspie w środku stawu. Według XIX-wiecznego opisu, "w roku 1845 było miasteczko Zarszyn, z dwoma folwarkami jeszcze, w posiadaniu ś.p. Kazimierza Ostaszewskiego, mężnego towarzysza Mohorta, co dług winny ojczyźnie spłacał szesnastoletnią służbą na jej kresach, - a osiadłszy w tym od ojca danym sobie majątku, płużył przez pół wieku rolę dawnym obyczajem, złożywszy oręż, lemieszem piastowskim. Skromny ale rozgłośny gościnnością domek drewniany wśród wyspy, ujętej w czyste wody stawu, stał wciąż otworem dla krewnych, przyjaciół i dalszych ziomków."
Cieszył się szacunkiem szlachty. Według wspomnień Juliusza Czermińskiego (1821–1908), jego dom „był w całym Sanockiem w wielkim poszanowaniu, tak z powodu cnót obywatelskich i domowych, jak majątku i gospodarstwa na owe czasy wzorowego”.
Od 1818 r. był członkiem Stanów Galicyjskich, czyli galicyjskiego sejmu stanowego.
W okresie powstania listopadowego jako jeden z nielicznych w Galicji wspierał ruch niepodległościowy w sąsiednim Królestwie. „W Galicji, w stan letargowy popadłej – zanotował pochodzący z tych terenów inny pamiętnikarz, Mieczysław Darowski (1810-1889) – raziła mnie obojętność powszechna młodzieży; drganie serdeczniejsze czuć było tylko w starcach kościuszkowskiej ery, jak hr. Ksawerego Krasickiego, hr. Stanisława Dzieduszyckiego, a nawet ery barskiej, jak Kazimierza Ostaszewskiego”. W maju 1831 r. w jego majątku w Zarszynie zatrzymał się korpus gen. Józefa Dwernickiego, spokrewnionego z Ostaszewskimi.
Od 10 maja 1797 był ożeniony z Heleną z Załęskich (1778–1862), córką Józefa i Agnieszki z Kraińskich. Zmarł 3 września 1845 r. w Posadzie Zarszyńskiej i został pochowany w Zarszynie. Pozostawił dwie córki: Franciszkę (ok. 1800–1832), żonę Ksawerego Czermińskiego i Ludwikę Różę (1806–1877), żonę Franciszka Niezabitowskiego.